# Liste des œuvres en prose de Richard Wagner

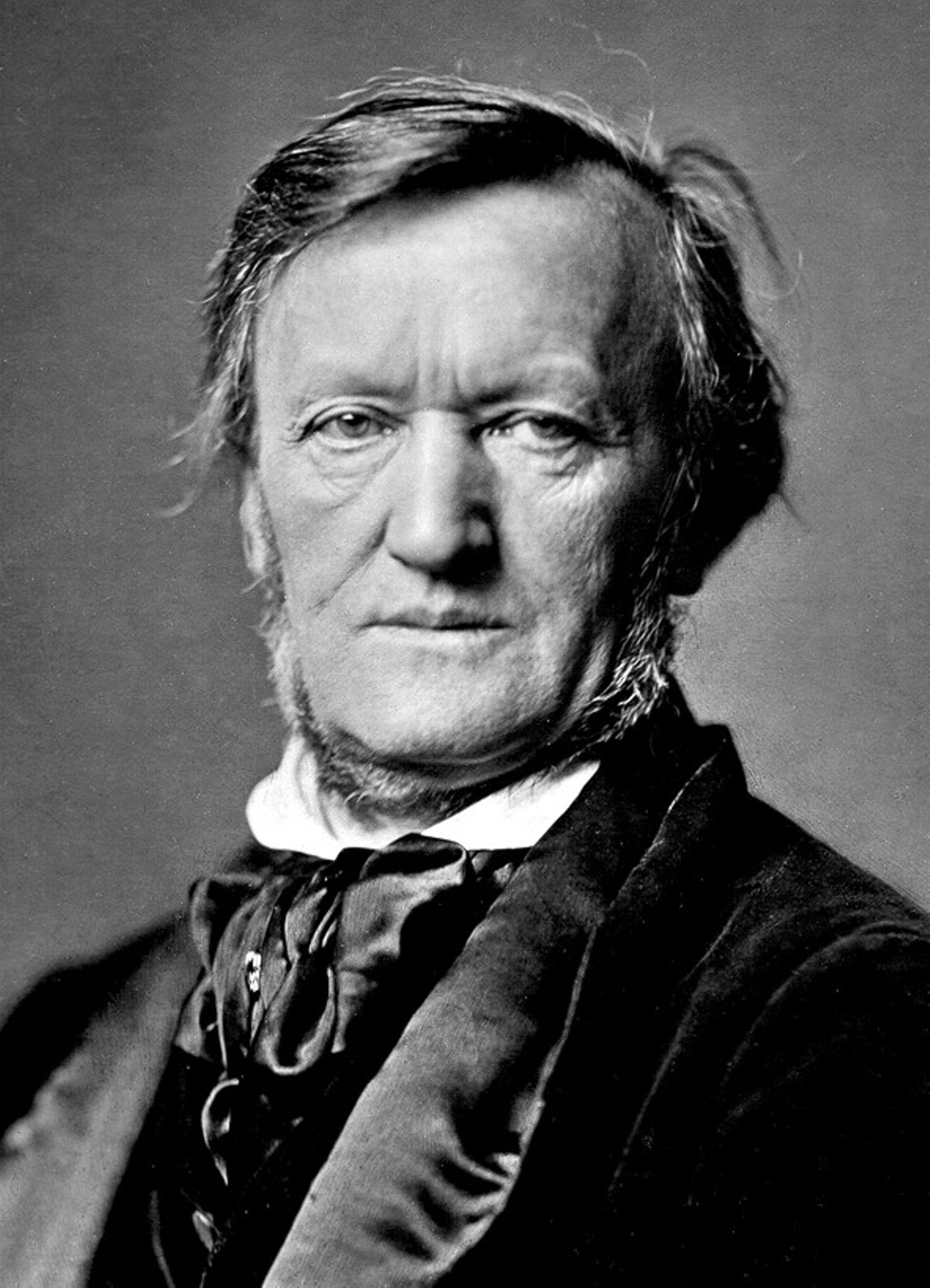
Richard Wagner en 1871

Richard Wagner, principalement connu comme compositeur, a néanmoins mené tout au long de sa vie une intense activité d'écriture d'essais, d'articles, de programmes de concerts, de discours, de lettres et d'autobiographies. L'utilisation du terme « œuvres en prose » s'oppose ici aux livrets et aux drames sans musique qui sont référencés dans le catalogue de ses œuvres musicales.

## Ouvrages publiés en français[1]

### Légende
La liste ci-dessous est présentée sous la forme d'un tableau, où figurent sur quatre colonnes, de gauche à droite :
- colonne 1 : l'année d'écriture ou de publication.
- colonne 2 : le titre, en français ;
- colonne 3 : des informations sur l'historique du texte, (E) écriture et (P) parution ; la place du texte dans les 13 volumes de l'édition française (désignée en abrégé par « Éd. fr. ») : le numéro du volume et les numéros de pages.
- colonne 4 : le cas échéant, des liens avec les textes ou les traductions disponibles.

L'autobiographie Ma Vie, éditée séparément, est ajoutée en tête du tableau.

### Tableau
| Année | Titre | Écriture, Éditions | Accès au texte ...(de), (en) |
| ----- | --- | --- | ---------------------------- |
|       | Ma Vie. | (E) Dicté à Cosima à partir du 17 juillet 1865. (P) : - tome 1 : le 24 décembre 1870 (édit. Bonfantini, Bâle) ; - tome 2 : décembre 1872 ; - tome 3 : décembre 1875 ? ; - tome 4 : août 1880 (imprimé chez Th. Burger, Bayreuth). Traductions en français : - tr. N. Valentin et A. Schenk, Librairie Plon, 1911-12, en 3 vol. (1813-1842, 1842-1850, 1850-1864). - tr. Martial Hulot, Édit. Buchet-Chastel, Paris, 1978. | (de)                         |
| 1843  | Esquisse autobiographique (jusqu’en 1842). | Éd. fr. : vol. I, p.19-42. | (en)                         |
| 1871  | La Défense d’aimer, compte rendu d’une première représentation d’opéra. | Éd. fr. : vol. I, p. 43-58. | (en)                         |
|       | Un Musicien allemand à Paris. | Présentation des nouvelles et essais I à VII ci-après. Éd. fr. : vol. I, p. 59. |                              |
| 1840  | Une visite à Beethoven. Épisode de la vie d’un musicien allemand. | Un Musicien allemand à Paris, nouvelles et essais (I). (P) : Revue et Gazette musicale, 19.11 au 03.12.1840. Titre modifié en Un Pèlerinage chez Beethoven. Éd. fr. : vol. I, p. 60-95. | wikisource                   |
| 1841  | Un musicien étranger à Paris. | Un Musicien allemand à Paris, nouvelles et essais (II). (P) : Revue et Gazette musicale, 31.01-11.02.1841. Titre modifié en Une fin à Paris. Éd. fr. : vol. I, p. 96-132. | wikisource.                  |
| 1841  | Une soirée heureuse. Fantaisie sur la musique pittoresque. | Un Musicien allemand à Paris, nouvelles et essais (III). (P) : Revue et Gazette musicale, 14.10 - 07.11.1841. Éd. fr. : vol. I, p. 133-151. | wikisource.                  |
| 1840  | De la musique allemande. | Un Musicien allemand à Paris, nouvelles et essais (IV). (P) : Revue et Gazette musicale, 12 et 24.07.1840. Titre changé en De l’essence allemande de la Musique. Éd. fr. : vol. I, p. 152-180. | wikisource.                  |
| 1840  | Du métier de virtuose et de l’indépendance des compositeurs. Fantaisie esthétique d’un musicien.                                                                                     | Un Musicien allemand à Paris, nouvelles et essais (V). (P) : Revue et Gazette musicale, 18.10.1840. Titre modifié en Le Virtuose et l’Artiste. Éd. fr. : vol. I, p. 181-205. | wikisource.                  |
| 1840  | Caprices esthétiques. Extraits du Journal d’un musicien défunt. Le Musicien et la publicité.                                                                                         | Un Musicien allemand à Paris, nouvelles et essais (VI). (P) : Revue et Gazette musicale, 01.04.1840. Titre changé en L’Artiste et la Publicité. Éd. fr. : vol. I, p. 206-213. | wikisource                   |
|       | Stabat mater de Rossini. | Un Musicien allemand à Paris, nouvelles et essais (VII). Éd. fr. I: vol. I, p. 214-223. | (en)                         |
| 1840  | Stabat mater de Pergolèse arrangé pour grand orchestre avec chœurs par Alexis Lvoff membre des académies de Bologne et de Saint-Pétersbourg.                                         | (P) : Revue et Gazette musicale de Paris, 11.10.1840. Éd. fr. : vol. I, p. 224-230. | wikisource                   |
|       | De l’ouverture. | Éd. fr. : vol. I, p. 231-249. | wikisource                   |
| 1841  | Le Freischütz à Paris (1841). I. Le Freischütz.. | (P) : Revue et Gazette musicale. 23 et 30.05.1841. Titre complété par : Au public parisien. Éd. fr. : vol. I, p. 250-270. | wikisource                   |
|       | Le Freischütz à Paris (1841). II. Le Freischütz. Compte rendu pour l’Allemagne. | Éd. fr. : vol. I, p. 271-298. |                              |
| 1842  | Halévy et la Reine de Chypre. | (P) : Revue et Gazette musicale, 27.02 au 01.05.1842. Éd. fr. : vol. I, p. 299-334. | wikisource                   |
|       | Compte rendu de la translation des restes mortels de Carl Maria von Weber de Londres à Dresde (Extraits des Souvenirs de ma Vie).                                                    | Éd. fr. : vol. II, p. 5-13. |                              |
|       | Discours [prononcé] sur le dernier lieu de repos de Weber. | Éd. fr. : vol. II, p. 14-17. |                              |
|       | Chant [exécuté] après l’enterrement. | Éd. fr. : vol. II, p. 18. |                              |
|       | Compte rendu de l’exécution de la neuvième symphonie de Beethoven en 1846 à Dresde (Extrait des Souvenirs de ma Vie), suivi d’un programme.                                          | Éd. fr. : vol. II, p. 19-42. |                              |
| 1848  | Les Wibelungen. Histoire universelle [tirée] de la Légende. | Éd. fr. : vol. II, p. 43-108. | (en).                        |
| 1848  | Le Mythe des Nibelungen (considéré comme) esquisse d’un drame. | Éd. fr. : vol. II, p. 109-125. | (de) (en).                   |
|       | Toast [prononcé] au 300e anniversaire de la foundation de la Chapelle musicale du roi à Dresde.                                                                                      | Éd. fr. : vol. II, p. 127-131. |                              |
|       | Plan d’organisation d’un Théâtre-National allemand pour le royaume de Saxe. | Éd. fr. : vol. II, p. 133-216. |                              |
| 1848  | Où en sont les tendances républicaines à l’égard de la Royauté ? | Signé : « Dresde, le 14 juin 1848 ». Discours lu au Vaterlandsverein de Dresde le 15 juin 1848. Éd. fr. : vol. II, p. 217-231. |                              |
| 1849  | L’Art et la Révolution. | Éd. fr. : vol. III, p. 8-58. | (en).                        |
| 1849  | L’Œuvre d’art de l’avenir. | Éd. fr. : vol. III, p. 59-254. | (en).                        |
| 1851  | Opéra et Drame. | (E) : oct. 1850-jan 1851 (P) : 1851 Éd. fr. : vol. IV et V. | wikisource                   |
| 1869  | Dédicace de la seconde édition d’Opéra et Drame, à Constantin Frantz | (E) : 28 avril 1868 (P) : 1869 Éd. fr. : vol. IV, p. 47-52. |                              |
| 1851  | Une Communication à mes amis. | (E) : mai 1851 (P) : 25 déc. 1851 Éd. fr. : vol. VI, p. 1-176. |                              |
| 1860  | Lettre sur la musique, à Monsieur Frédéric Villot | (E) : sep. 1860 Éd. fr. : vol. VI, p. 177-250. |                              |
| 1854  | L’ouverture d’« Iphigénie en Aulide » de Gluck. | Communication au rédacteur en chef de la « Neue Zeitschrift für Musik ». Signé : « Zurich, le 17 juin 1854 ». (P) : Neue Zeitschrift, en juillet 1854. Éd. fr. : vol. VII, p. 160-176. |                              |
| 1852  | Sur la représentation du « Tannhäuser ». Une communication aux chefs d’orchestre et aux interprètes de cet opéra.                                                                    | (E) : du 14 au 24 août 1852. Éd. fr. : vol. VII, p. 177-229. |                              |
| 1852  | Conseils pour l’exécution de l’opéra : « Le Hollandais volant ». | (E) : daté du 22 décembre 1852. Éd. fr. : vol. VII, p. 230-242. | (en).                        |
| 1851  | La « Symphonie héroïque » de Beethoven. | Programme explicatif (n° 1) (E) : à l’occasion d’un concert donné le 26.02.1851. Éd. fr. : vol. VII, p. 243-248. |                              |
| 1852  | Ouverture de « Coriolan ». | Programme explicatif (n° 2) (E) : à l’occasion d’un concert donné le 17.02.1852. Éd. fr. : vol. VII, p. 249-253. |                              |
|       | Ouverture de « Le Hollandais volant ». | Programme explicatif (n° 3). Éd. fr. : vol. VII, p. 254-256. |                              |
| 1852  | Ouverture de « Tannhäuser ». | Programme explicatif (n° 4) (E) : à l’occasion d’un concert donné 16.03.1852. Éd. fr. : vol. VII, p. 257-259. |                              |
|       | Prélude de « Lohengrin ». | Programme explicatif (n° 5). Éd. fr. : vol. VII, p. 262-264. |                              |
| 1857  | Sur les Poèmes symphoniques de Franz Liszt. (Lettre à M. W.). | Lettre, adressée à la princesse Marie Sayn-Wittgenstein, (E) : à dater de Zurich, le 15.02.1857. Traductions en français : - Éd. fr. : vol. VII, p. 264-288. - Tr. M.-D. Calvocoressi, Fischbacher, 1904 | IA, 1904                     |
| 1871  | Relation sous forme d’épilogue des circonstances et des vicissitudes qui ont accompagné la création de « L'Anneau du Nibelung », festival scénique, jusqu’à la publication du poème. | (E) : écrit en décembre 1871. Éd. fr. : vol. VII, p. 291-311. |                              |
| 1862  | Avant-propos de l’édition du poème de « L'Anneau du Nibelung », festival scénique.                                                                                                   | (E) : signé « Vienne, 1862 ». Éd. fr. : vol. VII, p. 312-319. |                              |
| 1860  | Une lettre à Hector Berlioz. | (E) : Signée « Paris, février 1860 ». (P) : Journal des Débats, 22.02.1860. Éd. fr. : vol. VIII, p. 1-7. |                              |
| 1861  | Compte rendu du « Tannhäuser » à Paris (sous forme de lettre). | (E) : daté « Paris, 27 mars 1861 ». (P) : supplément de la Deutsche Allgemeine Zeitung du 7.04.1861. Éd. fr. : vol. VIII, p. 8-23. | wikisource                   |
| 1863  | L’Opéra imperial de la Cour, à Vienne. | (E) : daté « Vienne, 1863 ». Éd. fr. : vol. VIII, p. 24-58. |                              |
| 1864  | De l’État et de la Religion. | Éd. fr. : vol. VIII, p. 59-97. | (en).                        |
|       | Art allemand et Politique allemande. | Éd. fr. : vol. VIII, p. 98-238. |                              |
| 1865  | Rapport à Sa Majesté le Roi Louis II de Bavière, sur la fondation d’une École allemande de musique à Munich.                                                                         | (E) : signé « Munich, le 31 mars 1865 ». Éd. fr. : vol. IX, p. 1-77. |                              |
| 1867  | Mes souvenirs sur Ludwig Schnorr von Carolsfeld (mort en 1865). | (E) : « le 5 mai 1867 ». (P) : Neue Zeitschrift für Musik, 2 et 12.06.1867. Éd. fr. : vol. IX, p. 78-102. | wikisource                   |
|       | Censures. Avant-propos. | Éd. fr. : vol. IX, p. 103-110. |                              |
| 1868  | W. H. Riehl (Nouveau Livre de Nouvelles). | Censures. I. (P) : 1ers numéros de Süddeutsche Presse, oct. 1868. Éd. fr. : vol. IX, p. 111-122. |                              |
| 1868  | Ferdinand Hiller ([Pages] de la vie musicale de notre époque). | Censures. II. (P) : Süddeutsche Presse, nov. 1868. Éd. fr. : vol. IX, p. 123-133. |                              |
| 1868  | Un souvenir sur Rossini. | Censures. III. (P) : Allgemeine Zeitung, 17.12.1868 Éd. fr. : vol. IX, p. 134-141. |                              |
|       | Eduard Devrient (Mes Souvenirs sur Felix Mendelssohn Bartholdy). | Censures. IV. Éd. fr. : vol. IX, p. 142-149. |                              |
| 1869  | Éclaircissements sur le Judaïsme dans la Musique (A Mme Marie Mouchanoff, née Comtesse Nesselrode).                                                                                  | Censures. V. (E) : signé « Tribschen, nouvel an de 1869 ». Éd. fr. : vol. IX, p. 150-182. | (en).                        |
| 1869  | L’art de diriger l’orchestre. | Éd. fr. : vol. IX, p. 183-287. |                              |
|       | Souvenirs sur Auber. | Éd. fr. : vol. X, p. 1-29. |                              |
| 1870  | Beethoven. | Éd. fr. : vol. X, p. 30-120. | (en).                        |
| 1871  | De la Destination de l’Opéra. | Éd. fr. : vol. X, p. 121-162. | (en).                        |
|       | Acteurs et chanteurs. | Éd. fr. : vol. X, p. 163-270. |                              |
|       | Pour l’exécution de la IXe symphonie de Beethoven. | Éd. fr. : vol. XI, p. 21-54. |                              |
| 1872  | Lettre à un acteur sur la profession d’acteur. | Lettres et petits essais (I). (E) : signé « Bayreuth, 9 novembre 1872 ». Éd. fr. : vol. XI, p. 55-63. |                              |
| 1873  | Un coup d’œil sur l’Opéra allemand contemporain. | Lettres et petits essais (II). Éd. fr. : vol. XI, p. 64-97. | (en).                        |
| 1871  | Lettre à un ami italien sur la représentation de « Lohengrin » à Bologne. | Lettres et petits essais (III). (E) : signé « Lucerne, 7 novembre 1871 ». Éd. fr. : vol. XI, p. 98-103. |                              |
| 1872  | Adresse au Maire de Bologne. | Lettres et petits essais (IV). (E) : signé « Bayreuth, le 1er octobre 1872 ». Éd. fr. : vol. XI, p. 104-108. |                              |
| 1872  | À Frédéric Nietzsche, professeur titulaire de philologie classique à l’université de Bâle.                                                                                           | Lettres et petits essais (V). (E) : signé « Bayreuth, 12 juin 1872 ». Éd. fr. : vol. XI, p. 109-119. |                              |
|       | Sur l’expression « Musikdrama. » | Lettres et petits essais. Éd. fr. : vol. XI, p. 120-128. | (en).                        |
| 1873  | Introduction à une lecture du « Crépuscule des Dieux » devant un auditoire d’invités à Berlin.                                                                                       | Lettres et petits essais. VII. Éd. fr. : vol. XI, p. 129-131. | (en).                        |
|       | Relation finale des vicissitudes et des événements qui ont accompagné l’exécution du festival scénique « L'Anneau du Nibelung », jusqu’à la fondation des Sociétés wagnériennes.     | Bayreuth (I). Éd. fr. : vol. XI, p. 133-148. |                              |
| 1873  | Le théâtre des festivals scéniques de Bayreuth. Avec une relation de la cérémonie de la pose de la première pierre (A la baronne Marie von Schleinitz).                              | Bayreuth (II). (E) : signé « Bayreuth, le 1er mai 1873 ». Éd. fr. : vol. XI, p. 149-186. |                              |
| 1874  | À propos de la représentation d’un opéra à Leipzig. Lettre au directeur du « Musikalisches Wochenblatt ».                                                                            | Signé : « Bayreuth, 28 décembre 1874 ». Éd. fr. : vol. XII, p. 17-30. |                              |
| 1877  | À MM. les présidents des Wagner-Vereine. | (E) : signé « Bayreuth, 15 septembre 1877 ». Publié dans les Bayreuther Blätter. Éd. fr. : vol. XII, p. 31-37. |                              |
| 1877  | Projet publié avec les statuts du Patronatverein. | (E) : signé « Bayreuth, 1er janvier 1877 ». Publié dans les Bayreuther Blätter. Éd. fr. : vol. XII, p. 33-42. |                              |
|       | Avant-propos. | (P) : Bayreuther Blätter, premier article. Éd. fr. : vol. XII, p. 43-50. |                              |
|       | Un mot d’introduction pour l’ouvrage de Hans von Wolzogen, Sur la corruption et la restauration de la langue allemande.                                                              | (P) : Bayreuther Blätter. Éd. fr. : vol. XII, p. 51-52. |                              |
| 1879  | Déclaration aux membres du Patronatverein. | (E) : signé « Bayreuth, 15 juillet 1879 ». (P) : Bayreuther Blätter. Éd. fr. : vol. XII, p. 53. |                              |
| 1880  | Avant-propos pour l’année 1880. | (E) : signé « Noël 1879 ». Publié dans les Bayreuther Blätter. Éd. fr. : vol. XII, p. 54-61. |                              |
| 1880  | Communication à MM. Les patrons des Bühnenfestspiele de Bayreuth. | (E) : signé « Bayreuth, le 1er décembre 1880 ». Publié dans les Bayreuther Blätter. Éd. fr. : vol. XII, p. 62-63. |                              |
|       | Introduction à l’article du comte de Gobineau : Un jugement sur la situation actuelle du monde.                                                                                      | (P) : Bayreuther Blätter. Éd. fr. : vol. XII, p. 64-67. | (en)                         |
| 1878  | Qu’est-ce qui est allemand ? | 1865-1878 Éd. fr. : vol. XII, p. 68-94. | (en).                        |
| 1878  | Moderne. | Éd. fr. : vol. XII, p. 95-104. | (en).                        |
| 1878  | Public et popularité. | Éd. fr. : vol. XII, p. 105-148. |                              |
| 1878  | Le public [considéré] dans le temps et dans le milieu. | Éd. fr. : vol. XII, p. 149-165. | (en).                        |
|       | Un coup d’œil sur les Bühnenfestspiele de 1876. | Éd. fr. : vol. XII, p. 166-186. |                              |
| 1879  | Voulons-nous espérer ? | Éd. fr. : vol. XII, p. 187-213. |                              |
| 1879  | De l’art poétique et de la composition musicale. | Éd. fr. : vol. XII, p. 214-236. | (en).                        |
| 1879  | Du livret d’opéra et de la composition musicale [considérée] en particulier. | Éd. fr. : vol. XII, p. 237-270. | (en).                        |
| 1879  | De l’application de la musique au drame. | Éd. fr. : vol. XII, p. 271-295. | (en).                        |
| 1879  | Lettre ouverte à M. Ernst von Weber, auteur de : les Chambres de torture de la science.                                                                                              | (E) : « Bayreuth, octobre 1879 ». Éd. fr. : vol. XIII, p. 5-28. |                              |
| 1880  | Religion et art. | Éd. fr. : vol. XIII, p. 29-88. | (en).                        |
| 1881  | « À quoi sert cette connaissance ? » | Complément à Religion et Art. Éd. fr. : vol. XIII, p. 89-103. | (en).                        |
| 1881  | « Connais-toi toi-même ». | Commentaires à « Religion et Art » (I). Éd. fr. : vol. XIII, p. 104-120. | (en).                        |
| 1881  | Héroïsme et Christianisme. | Commentaires à « Religion et Art » (II). Éd. fr. : vol. XIII, p. 121-135. | (en).                        |
| 1882  | Lettre à Hans von Wolzogen. | (E) : signé « Palerme, 13 mars 1882 ». Éd. fr. : vol. XIII, p. 136-141. |                              |
| 1882  | Lettre ouverte à M. Friedrich Schoen, à Worms. | (E) : signé « Bayreuth, le 16 juin 1882 ». Éd. fr. : vol. XIII, p. 142-149. |                              |
| 1882  | Lettre ouverte à M. Friedrich Schoen, à Worms. | (E) : signé « Bayreuth, le 16 juin 1882 ». Éd. fr. : vol. XIII, p. 142-149. |                              |
| 1882  | Le Bühnenweihfestspiel de Bayreuth. | (E) : signé « Venise, le 1er novembre 1882 ». Éd. fr. : vol. XIII, p. 150-165. |                              |
| 1882  | Compte rendu de la reprise d’une œuvre de jeunesse. À M. le directeur du Musikalisches Wochenblatt.                                                                                  | (E) : signé « Venise, Saint-Sylvestre 1882 ». Éd. fr. : vol. XIII, p. 166-175. |                              |
| 1883  | Lettre à M. Heinrich von Stein. | (E) : signé « Venise, 31 janvier 1883 ». Éd. fr. : vol. XIII, p. 176-186. |                              |
| 1883  | Sur l’élément féminin dans l’être humain. (Comme conclusion de « Religion et Art » - inachevé).                                                                                      | (E) : Vendramin, 11 février 1883. Éd. fr. : vol. XIII, p. 187-190. | (en).                        |

## Liste complète des titres
Source : 
- 1834. Die deutsche Oper.
- 1834. Pasticcio.
- 1835. Eine Kritik aus Magdeburg.
- 1836. Aus Magdeburg.
- 1836. Das Liebesverbot. Bericht über eine erste Opernaufführung.
- 1837. Bellinis Norma.
- 1837, 1839. Zwei Zeitungs-Anzeigen aus Riga.
- 1837 (?). Der dramatische Gesang.
- 1837. Bellini. Ein Wort zu seiner Zeit.
- 1840 (?). Über Meyerbeers Hugenotten.
- 1840. Eine Pilgerfahrt zu Beethoven.
- 1840. Über deutsche Musik.
- 1840. Der Virtuos und der Künstler.
- 1840. Stabat mater de Pergolèse par Lvoff.
- 1840-1841. Über die Ouvertüre.
- 1841. Pariser Amüsements.
- 1841. Pariser Fatalitäten für Deutsche.
- 1841. Der Freischütz. An das Pariser Publikum.
- 1841. Le Freischütz in Paris. Bericht nach Deutschland.
- 1841. Rossini's Stabat mater.
- 1841. Der Künstler und die Öffentlichkeit.
- 1841. 9 Pariser Berichte für die Dresdener Abendzeitung.
- 1841. Ein Ende in Paris, 1841 Ein glücklicher Abend.
- 1842. Halévy und die französische Oper.
- 1842. La reine de Chypre d'Halévy.
- 1842. Bericht über eine neue Oper.
- 1842-43. Autobiographische Skizze.
- 1842. Ein Pariser Bericht für Robert Schumanns Neue Zeitschrift für Musik.
- 1843. Das Oratorium Paulus von Mendelssohn Bartholdy.
- 1843. Zwei Erklärungen über die Verdeutschung des Textes Les deux grénadiers. .
- 1843. Zwei Schreiben an die Dresdener Liedertafel (I. Aufruf; II. Niederlegung der Leitung)
- 1844. Bericht über die Heimbringung der sterblichen Überreste Karl Maria von Weber's aus London nach Dresden.
- 1844. Rede an Weber's letzter Ruhestätte.
- 1846. Die Königliche Kapelle betreffend.
- 1846. Zu Beethoven's Neunter Symphonie.
- 1846. Bericht über die Aufführung der neunten Symphonie von Beethoven im Jahre 1846 in Dresden.
- 1846. Künstler und Kritiker, mit Bezug auf einen besonderen Fall.
- 1846. Eine Rede auf Friedruch Schiller.
- 1846. Programm zur 9. Symphonie von Beethoven.
- 1848. Wie verhalten sich republikanische Bestrebungen dem Königthum gegenüber ?
- 1848. Trinkspruch am Gedenktage des 300jährigen Bestehens der königlichen musikalischen Kapelle in Dresden.
- 1848. Deutschland und seine Fürsten.
- 1848. Der Nibelungen-Mythus als Entwurf zu einem Drama.
- 1848. Entwurf zur Organisation eines deutschen Nationaltheaters für das Königreich Sachsen.
- 1848. Zwei Schreiben aus dem Jahre 1848 [I. an Franz Wigand; II. an Lüttichau], 1848
- 1848-61. Vier Zeitungs-Erklärungen [I. und II. in Dresdener Anzeiger; III. aus Europe artiste, Paris; IV. aus Ostdeutsche Post].
- 1849. Die Wibelungen. Weltgeschichte aus der Sage.
- 1849. Über Eduard Devrient's Geschichte der deutschen Schauspielkunst.
- 1849. Theater-Reform.
- 1849. Nochmals Theater-Reform.
- 1849. Der Mensch und die bestehende Gesellschaft.
- 1849. Die Revolution.
- 1849. Die Kunst und die Revolution.
- 1849. Das Kunstwerk der Zukunft.
- 1849. Das Künstlertum der Zukunft [Verschiedene Notizen zu einem geplanten Essay] .
- 1849. Zu Die Kunst und die Revolution.
- 1849-51. Entwürfe, Gedanken und Fragmente aus der Zeit der grossen Kunstschriften.
- 1850. Kunst und Klima.
- 1850. Das Judenthum in der Musik ; rev. 1869.
- 1850. Das Kunstwerk der Zukunft. Widmung an L. Feuerbach.
- 1850. Eine Skizze zu Oper und Drama [Brief an Uhlig] .
- 1850. Über die musikal. Direktion der Züricher Oper.
- 1850. Vorwort zu der 1850 beabsichtigten Veröffentlichung des Entwurfs von 1848 Zur Organisation eines Deutschen Nationaltheaters für das Königreich Sachsen.
- 1850. Vorwort zu einer beabsichtigten Herausgabe von Siegfrieds Tod.
- 1851. Oper und Drama ; überarbeitet 1868.
- 1851. Ein Theater in Zürich.
- 1851. Über die 'Goethestiftung'. Brief an Franz Liszt.
- 1851. Eine Mitteilung an meine Freunde.
- 1851. Beethovens "Heroische Symphonie".
- 1851. Erinnerungen an Spontini.
- 1851. Über die musikalische Berichterstattung in der Eidgenössischen Zeitung.
- 1851. Zur Empfehlung Gottfried Sempers.
- 1852. Über musikalische Kritik. Brief an den Herausgeber der Neuen Zeitschrift für Musik.
- 1852. Über die Aufführung des Tannhäuser. Eine Mitteilung an die Dirigenten und Darsteller dieser Oper.
- 1852. Bemerkungen zur Aufführung der Oper Der fliegende Holländer.
- 1852. Beethoven's Heroische Symphonie, 1852 [programmatische Erklärung].
- 1852. Ouvertüre zu Koriolan, 1852 [program. Erklärung].
- 1852. Ouvertüre zu Tannhäuser, 1852 [program. Erklärung].
- 1852. Vieuxtemps.
- 1852. Wilhelm Baumgartners Lieder.
- 1852. Zum musikalischen Vortrag der Tannhäuser-Ouvertüre [Brief an Schmidt] .
- 1852. Zum Vortrag Beethovens [Brief an Uhlig].
- 1853. Tannhäuser. I. Einzug der Gäste auf Wartburg, II. Tannhäusers Romfahrt, [programmatische Erklärung].
- 1853. Vorspiel zu Lohengrin, 1853 [programmatische Erklärung].
- 1853. Lohengrin. I. Männerszene und Brautzug, II. Hochzeitmusik und Brautlied, [programmatische Erklärung].
- 1853. Ouvertüre zum Fliegenden Holländer, 1853 [programmatische Erklärung].
- 1853. Über die programmatischen Erklärungen zu den Konzerten im Mai 1853 [Ankündigung].
- 1853. Vorlesung der Dichtung des Ring des Nibelungen [Einladung].
- 1853. Vorwort zum ersten Druck des Ring des Nibelungen.
- 1854. Beethoven's Cis moll-Quartett, 1854 [programmatische Erklärung] .
- 1854. Gluck's Ouvertüre zu Iphigenie in Aulis.
- 1854. Empfehlung einer Streichquartett-Vereinigung.
- 1855. Dante - Schopenhauer [Brief an Liszt].
- 1856. Über die Leitung einer Mozart-Feier.
- 1857. Über Franz Liszts symphonische Dichtungen. Brief an M[arie zu Sayn] W[ittgenstein]
- 1858. Entwurf eines Amnestiegesuches an den Sächsischen Justizminister Behr.
- 1858. Metaphysik der Geschlechtsliebe.
- 1859. Tristan und Isolde. Vorspiel, 1859 [programmatische Erklärung].
- 1860. Nachruf an L. Spohr und Chordirektor W. Fischer: brieflich an einen älteren Freund in Dresden.
- 1860. Ein Brief an Hector Berlioz.
- 1860. 'Zukunftsmusik'. An einen französischen Freund (F. Villot) als Vorwort zu einer Prosa-Übersetzung meiner Operndichtungen.
- 1861. Bericht über die Aufführung des Tannhäuser in Paris.
- 1861. Vom Wiener Hofoperntheater.
- 1861. Gräfin Egmont. Ballett von Rota [Besprechung, die unter einem Pseudonym veröffentlicht wurde, in: Oesterreichische Zeitung, 8. Oct. 1861 und in: E. Kastner, Wagner-Catalog, 1878].
- 1862. Vorwort zur Herausgabe der Dichtung des Bühnenfestspieles Der Ring des Nibelungen.
- 1862-66. Drei Schreiben an die Direktion der Philharmonischen Gesellschaft in St. Petersburg.
- 1863. Das Wiener Hofoperntheater.
- 1863. Tristan und Isolde. Vorspiel und Schluss [programmatischc Erklärung].
- 1863. Die Meistersinger von Nürnberg. Vorspiel [programmatische Erklärung].
- 1864. Über Staat und Religion.
- 1864. Die Walküre. I. Siegmunds Liebesgesang, II. Der Ritt der Walküren, III. Wotans Abschied und Feuerzauber [programmatische Erklarung] .
- 1865. Zur Erwiderung des Aufsatzes Richard Wagner und die öffentliche Meinung.
- 1865. Bericht an Seine Majestät den König Ludwig II. von Bayern über eine in München zu errichtende deutsche Musikschule.
- 1865. Ansprache an das Hoforchester in München vor der Hauptprobe zu Tristan.
- 1865. Dankschreiben an das Münchener Hoforchester.
- 1865. Ein Artikel der Münchener Neuesten Nachrichten vom 29. November.
- 1865. Einladung zur ersten Aufführung von Tristan und Isolde [Brief an F. Uhl].
- 1865. Tagebuchaufzeichnungen für König Ludwig II. 14.-27. September 1865.
- 1865. Tagebuchaufzeichnung 11. Oktober 1865.
- 1865-82. Das Braune Buch. Tagebuchaufzeichnungen. Hrsg. von Joachim Bergfeld (Zürich, 1975) .
- 1866. Preussen und Österreich [Wagners politisches Programm] .
- 1866. Zwei Erklärungen im Berner Bund.
- 1867. Censuren, I: W. H. Riehl. Neues Novellenbuch.
- 1867. Censuren, II: F. Hiller. Aus dem Tonleben unserer Zeit.
- 1867-68. Deutsche Kunst und deutsche Politik.
- 1868. Zum Andante der Es dur-Symphonie von Mozart [Brief an Bülow].
- 1868. Meine Erinnerungen an Ludwig Schnorr von Carolsfeld.
- 1868. Zur Widmung der II. Auflage von Oper und Drama [an C. Frantz].
- 1868. Censuren, III: Eine Erinnerung an Rossini.
- 1869. Das Münchener Hoftheater. Zur Berichtigung.
- 1869. Über das Dirigieren.
- 1869. Censuren, IV: E. Devrient. Meine Erinnerungen an Felix Mendelssohn Bartholdy.
- 1869. Censuren, V: Aufklärungen über Das Judenthum in der Musik. An Frau Marie Muchanoff, geb. Gräfin Nesselrode.
- 1869. Persönliches: warum ich den zahllosen Angriffen auf mich und meine Kunstansichten nichts erwidere.
- 1869. Die Meistersinger von Nürnberg. Vorspiel zum 3. Akt [programmatische Erklärung].
- 1869. Fragment eines Aufsatzes über Hector Berlioz.
- 1869. Gedanken über die Bedeutung der deutschen Kunst für das Ausland.
- 1869. Zum Judentum in der Musik [Brief an Tausig].
- 1869-71. Vier Erklärungen aus den Signalen für die musikalische Welt [in Betreff I. Hans von Bülow, II. Rienzi in Paris, III. Beethovenfeier in Wien, IV. Wagners Brief an Napoleon].
- 1869-80. Fünf Schreiben über das Verhältnis der Kunst Richard Wagners zum Ausland [I. an Judith Gautier, II. an Champfleury, III. an den Herausgeber der American Review, IV. an Professor Gabriel Monod, V. an den Herzog von Bagnara].
- 1870. Beethoven.
- 1870. An den Wiener Hofkapellmeister Heinrich Esser.
- 1870. Ein nicht veröffentlichter Schluss der Schrift Beethoven.
- 1870. Offener Brief an Dr. phil. Friedrich Stade.
- 1871. Über die Bestimmung der Oper.
- 1871. Vorwort zur Gesamtherausgabe [Vorwort zu Gesammelte Schriften und Dichtungen].
- 1871. Erinnerungen an Auber.
- 1871 (?). Epilogischer Bericht über die Umstände und Schicksale, welche die Ausführung des Bühnenfestspieles.
- 1871. Der Ring des Nibelungen bis zur Veröffentlichung der Dichtung desselben begleiteten.
- 1871. Brief an einen italienischen Freund [Boito] über die Aufführung des Lohengrin in Bologna.
- 1871. An das deutsche Heer vor Paris.
- 1871. An den Vorstand des Wagner-Vereins, Berlin.
- 1871. Ankündigung der Festspiele.
- 1871. Aufforderung zur Erwerbung von Patronatscheinen.
- 1871. Eine Mitteilung an die deutschen Wagner-Verein.
- 1871. Über die Wagner-Vereine [Brief an den Weimarer Intendanten von Loën] .
- 1871. Vorwort zu Gesammelte Schriften und Dichtungen, Bd. 3/4.
- 1872. Censuren: Vorbericht.
- 1872. An Friedrich Nietzsche.
- 1872. Über Schauspieler und Sänger.
- 1872. Schreiben an den Bürgermeister von Bologna.
- 1872. Brief über das Schauspielerwesen an einen Schauspieler.
- 1872. Ein Einblick in das heutige deutsche Opernwesen.
- 1872. Über die Benennung Musikdrama.
- 1872. Ankündigung der Aufführung der 9. Symphonie für den 22. Mai 1872.
- 1872. Ankündigung für den 22. Mai 1872 [zur Grundsteinlegung] .
- 1872. Dank an die Bürger von Bayreuth.
- 1872. Vorwort zu Gesammelte Schriften und Dichtungen, Bd. S/6.
- 1872. Zirkular an die Patrone über ihre Anwesenheit bei der Grundsteinlegung.
- 1872. Zwei Erklärungen in der Augsburger Allgemeinen Zeitung über die Oper Theodor Körner von Wendelin Weissheimer.
- 1872-73. Zwei Berichtigungen im Musikalischen Wochenblatt [I. 2. Bericht des Akademischen Wagner-Vereins, Berlin, II. Brockhaus Konversationslexikon].
- 1873. Einleitung zu einer Vorlesung der Götterdämmerung vor einem auserwählten Zuhörerkreise in Berlin.
- 1873. Zum Vortrag der neunten Symphonie Beethovens.
- 1873. Schlussbericht über die Umstände und Schicksale, welche die Ausführung des Bühnenfestspieles De Ring des Nibelungen bis zur Gründung von Wagner-Vereinen begleiteten.
- 1873. Das Bühnenfestspielhaus zu Bayreuth, nebst einem Bericht über die Grundsteinlegung desselben.
- 1873. An die Patrone der Bühnenfestspiele in Bayreuth.
- 1865-1880. Mein Leben I-III. 1865-75 (Privatveröffentl., 1870-75), IV. 1879-80 (Privatveröffentl., 1881), I-IV. leicht gekürzt (München 1911) [ausgelassene Passagen veröffentl. erst in : Die Musik, XXII (1929-30), 725], rev. Ausgabe M. Gregor-Dellin (München 1963, 1976, 1983).
- 1874. Über eine Opernaufführung in Leipzig : Brief an den Herausgeber des Musikalischen Wochenblattes.
- 1874, 1875. Zwei Erklärungen (I. Notgedrungene Erklärung, II. Die 'Presse' zu den 'Proben').
- 1875. Götterdämmerung. I. Vorspiel, II. Hagens Wacht, III. Siegfrieds Tod, IV. Schluss des letzten Aktes, 1875 [programmatische Erklärung].
- 1875. Einladungsschreiben an die Sänger für Proben und Aufführungen des Bühnenfestspiels Der Ring des Nibelungen.
- 1875, 1876. An die geehrten Patrone der Bühnenfestspiele von 1876.
- 1876. Abschiedswort an die Künstler (zum ersten Festspiel) .
- 1876. An die Künstler (zum ersten Festspiel) .
- 1876. An die Orchestermitglieder (zum ersten Festspiel) .
- 1876. Ankündigung der Festspiele für 1876.
- 1876. Ansprache nach Schluss der Götterdammerung.
- 1876. Letzte Bitte an meine lieben Genossen. Letzter Wunsch (zum ersten Festspiel) .
- 1876. Über Bewerbungen zu den Festspielen.
- 1876. Über den Gebrauch des Textbuches.
- 1876. Über den Hervorruf (zum ersten Festspiel) .
- 1877. An die geehrten Vorstände der Richard Wagner-Vereine.
- 1877. Entwurf, veröffentlicht mit den Statuten des Patronatvereines.
- 1877. Ansprache an die Abgesandten des Bayreuther Patronats.
- 1877. Ankündigung der Aufführung des Parsifal.
- 1878. Zur Einführung [zur ersten Ausgabe der Bayreuther Blätter] .
- 1878. Modern.
- 1878. Vorwort und Nachwort des Aufsatzes 'Was ist deutsch ?'
- 1878. Was ist deutsch ? [vgl. Tagebuchaufzeichnungen für König Ludwig II. 14.-27. September 1865] .
- 1878. Publikum und Popularität.
- 1878. Das Publikum in Zeit und Raum.
- 1878. Ein Rückblick auf die Bühnenfestspiele des Jahres 1876.
- 1879. Ein Wort zur Einführung der Arbeit Hans von Wolzogens Über Verrottung und Errettung der deutschen Sprache.
- 1879. Erklärung an die Mitglieder des Patronatvereins.
- 1879. Zur Einführung in das Jahr 1880.
- 1879. Wollen wir hoffen ?
- 1879. Über das Dichten und Komponieren.
- 1879. Über das Opern-Dichten und Komponieren im Besonderen.
- 1879. Über die Anwendung der Musik auf das Drama.
- 1879. Offenes Schreiben an Herrn Ernst von Weber Verfasser der Schrift Die Folterkammern der Wissenschaft.
- 1880. Religion und Kunst.
- 1880. 'Was nützt diese Erkenntnis?': ein Nachtrag zu Religion und Kunst.
- 1880. Zur Mitteilung an die geehrten Patrone der Bühnenfestspiele in Bayreuth.
- 1880. An König Ludwig II. Über die Aufführung des Parsifal.
- 1881. Zur Einführung der Arbeit des Grafen Gobineau Ein Urteil über die jetzige Weltlage.
- 1881. Ausführungen zu Religion und Kunst : 'Erkenne dich selbst' ; Heldentum und Christentum
- 1882. Brief an Hans von Wolzogen.
- 1882. Offenes Schreiben an Herrn Friedrich Schön in Worms.
- 1882. Das Bühnenweihfestspiel in Bayreuth 1882.
- 1882. Bericht über die Wiederaufführung eines Jugendwerkes: an den Herausgeber des Musikalischen Wochenblattes.
- 1882. Parsifal: Vorspiel [programmatische Erklärung] .
- 1882. Danksagung an die Bayreuther Bürgerschaft.
- 1883. An die geehrten Vorstände der noch bestehenden lokalen Wagner-Vereine.
- 1883. Brief an H. v. Stein.
- 1883. Über das Weibliche im Menschlichen [unvollständig] .
- 1883 (?). Metaphysik, Kunst und Religion, Moral, Christentum [Aphorismen] .

### Source
- Œuvres en prose de Richard Wagner, traduites en français par J. -G. Prod’homme, en collaboration avec Dr phil. F. Holl, F. Caillé et L. van Vassenhove, Librairie Ch. Delagrave, 13 volumes, 1907-1925.
- Richard Wagner, Le Carnet brun, journal intime (1865-1882). Essais, esquisses en prose, poèmes, ébauches musicales, notes autobiographiques, suivi du Portefeuille rouge. Traduction, présentation et notes de Nicolas Crapanne avec la collaboration de Marie-Bernadette Fantin-Epstein, Eva Perrier et Solange Roubert ; préface de Jean-François Candoni ; Gallimard, 2023.